# Vol Flying Tiger Line 739
Le 16 mars 1962, un  Lockheed Constellation  assurant le vol Flying Tiger Line 739 a disparu des radars dans la région Ouest de l’océan Pacifique. L'avion de ligne affrété par l’armée américaine, qui devait transporter des soldats au Viêt Nam pour une mission secrète, n'a jamais été retrouvé malgré l'une des plus grandes recherches aériennes et maritimes de l'histoire du Pacifique. Avec 107 morts, c'est le pire accident impliquant un Lockheed Constellation.

## Disparition
L'avion, un Lockheed L-1049 Super Constellation, affrété par le Military Air Transport Service sous l'indicatif de vol MATS 739), transportait 93 soldats américains et trois sud-vietnamiens de la Travis Air Force Base, en Californie, vers Saigon, alors capitale de la République du Viêt Nam. Après le ravitaillement à l'Andersen Air Force Base, sur l'île de Guam, le Super Constellation était en route pour la Clark Air Base dans les Philippines lorsqu’il disparut. Les 107 hommes à bord sont portés disparus et présumés morts.

## Recherches
Sa disparition a donné lieu à l’une des plus grandes recherches aériennes et maritimes de l'histoire du Pacifique. Des aéronefs et des navires de surface des quatre branches de l'armée américaine ont balayé près de 80 000 km2 en huit jours. Un navire pétrolier civil a observé ce qui semblait être une explosion en vol, mais aucune trace de l'épave ou débris n'ont jamais été trouvés. 
La Civil Aeronautics Board (en) (CAB) a déterminé que, sur la base des observations du pétrolier, l'avion a probablement explosé, mais la cause exacte n'a pu être déterminée faute de pouvoir examiner les restes de l'avion. 
À ce jour, cela reste le pire accident impliquant un Lockheed Constellation.